# Cayo Marcio Coriolano
Cayo o Cayo Marcio Coriolano  fue un político y militar romano del siglo V a. C., miembro de la gens Marcia, considerado en la actualidad una figura semilegendaria. La historiografía grecorromana (Tito Livio, Plutarco, Dionisio de Halicarnaso) lo describe como patricio y lo tilda de traidor por encabezar, tras su destierro, una ofensiva volsca contra Roma. Obtuvo su cognomen en el año 493 a. C., tras la toma de la ciudad volsca de Corioli.

## Resumen de su vida
A causa de su despotismo y por haber prohibido la distribución de trigo a la plebe, fue exiliado de Roma, por lo que se refugió con los volscos, a los que había sometido. Por venganza contra su patria los levantó en armas contra Roma. La plebe detestaba su proceder así como sus costumbres pues favorecían a los patricios. En una ocasión fue apresado y en el juicio se le declaró la pena de muerte, aunque nunca fue llevada a cabo, por el favor del Senado.
Fue detenido junto a las puertas de la ciudad por su propia madre, Veturia y por su mujer Volumnia, quienes le convencieron para que se retirara. Después de esta retirada los volscos lo consideraron un traidor, y lo condenaron a muerte.

## Su biografía consensuada

### El sitio a Corioli
Coriolano saltó a la fama como un joven servidor en el ejército del cónsul Póstumo Cominio Aurunco en 493 a. C. durante el sitio de la ciudad volsca de Corioli salvando al ejército romano de una derrota. Mientras las fuerzas romanas se enfocaban en sitiar la ciudad, una fuerza volsca proveniente de Anzio atacó a los romanos, simultáneamente las fuerzas de la ciudad de Corioli lanzaban una retirada. Coriolano (por entonces conocido sólo como Cayo Marcio) se percató de la retirada de las fuerzas volscas, y reunió a un puñado de soldados romanos para romper filas y entrar a la ciudad. Tomando la iniciativa Coriolano y sus fuerzas cargaron contra las puertas de la ciudad y comenzaron a incendiar algunas casas cercanas a sus muros; el golpe de efecto fue tal que las fuerzas volscas se rindieron en el acto, y fue entonces cuando Cayo Marcio ganó el mote de "Coriolano".

### Conflicto y exilio
Luego de vencer a los volscos, Coriolano gozaba en Roma de una popularidad sin límites, pero por su ideología conservadora y por ganar el favor del senado romano, Coriolano se enfrentó a las inclinaciones democráticas del pueblo acusándolos de la hambruna que azotaba la ciudad por instigar a la plebe a no trabajar la tierra. De esta forma se ganó varios enemigos personales que le dificultaron ganar la elección para ser cónsul. Por su ostentoso modo de vida se lo culpó de malversación de fondos públicos y sedición y fue encarcelado y desterrado de la ciudad de Roma.

### Defección hacia los volscos
Como resultado de lo que consideró una ingratitud, Coriolano exiliado ofreció sus servicios a los volscos, sus antiguos enemigos, contra Roma. Plutarco sobre esta defección cuenta que Coriolano disfrazado, entró en la casa de un rico noble volsco, Tullius Aufidius. Coriolano desenmascarado pidió parlamentar con Aufidius y le suplicó por su causa, a la que Aufidius accedió. Finalmente Coriolano y Aufidius persuadieron a los volscos para romper su tregua con Roma y alistar un ejército para invadirlos, empresa a la cual se sumaron otros pueblos montañeses como los ecuos y los hérnicos. Así Coriolano dirigió la ofensiva contra Roma junto a la Liga latina y prosiguió saqueando las tierras de los plebeyos, dejando intactas las tierras de los patricios, con el fin de generar malestar social. Al haber saqueado las localidades al sur de Roma, el ejército de Coriolano acampó en los muros de Roma, dispuesto ya a plantear un asedio. Coriolano en este momento dudó, y aceptó recibir una delegación del senado para negociar una rendición sin derramamiento de sangre. La negociación fue fútil y a última hora se presentaron en su campamento las matronas de la ciudad encabezadas por la madre y la esposa de Coriolano, quienes lo increparon por su injusticia y le imploraron de rodillas. Finalmente Coriolano cedió compungido a las súplicas de su madre y esposa y aplazó el asedio.
Luego de este episodio Coriolano se retiró a Anzio y el Senado dedicó un templo en honor a la Fortuna femenina como distinción a las valientes mujeres. Coriolano fue repudiado por toda la liga latina y Aufidius lo llevó a juicio. Temiendo Aufidius que Coriolano fuera absuelto, ordenó su inmediata lapidación antes de conocer la sentencia.
La historia de Coriolano resulta similar a la de Temístocles, un líder de la democracia ateniense quien fue contemporáneo de Coriolano. Durante el exilio de Temístocles de Atenas, viajó hacia la casa de Admeto de Epiro, Rey de Molosia, quien era su enemigo personal. Temístocles se disfrazó de fugitivo y pidió parlamentar con Admeto, de todas formas, jamás intentó un acuerdo militar contra Atenas.

## En la cultura popular
Los acontecimientos descritos inspiraron a Ludwig van Beethoven su Obertura Coriolano y a William Shakespeare una tragedia homónima en la que, siguiendo a Plutarco, atribuye a la esposa de Coriolano el nombre de Virgilia y a su madre el de Volumnia. Así como el rodaje del film Coriolanus, una adaptación de la tragedia.

## Escepticismo moderno
La historia de Coriolano se considera hoy legendaria por varios estudiosos modernos, sea o no Coriolano un personaje histórico, y nótese que no se puede confirmar, ni la existencia de él ni de ninguna de las figuras políticas mencionadas en su historia, por el Fasti consular.